# Hermann Dostal

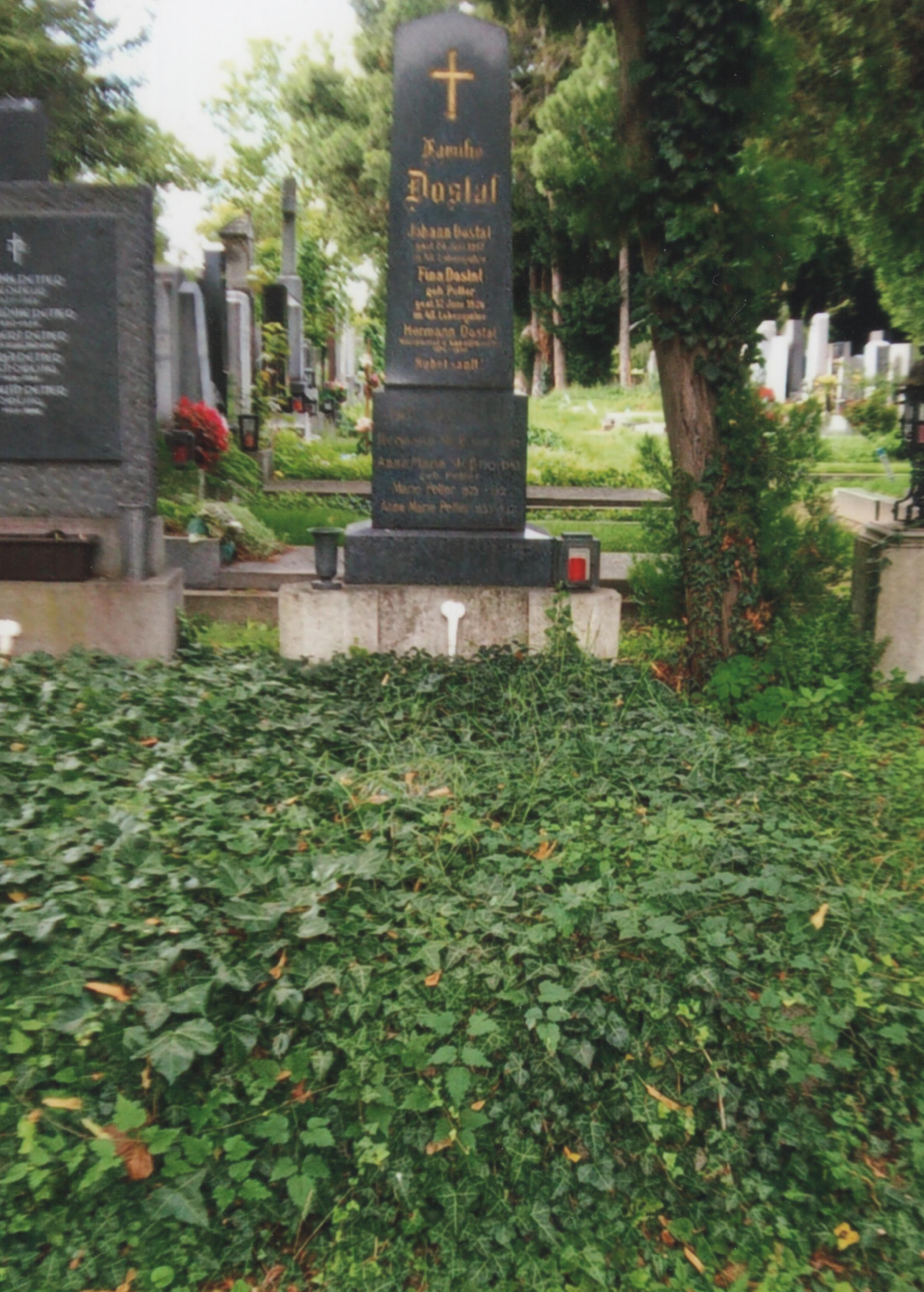
Grabstätte von Hermann Dostal

Hermann Dostal (* 6. April 1874 in Strelitz/Littau Nordmähren; † 20. Dezember 1930 in Wien) war ein österreichischer Komponist und Arrangeur. 
Als Sohn eines Militärmusikers war er selbst Militärkapellmeister österreichisch-ungarischer Infanterieregimenter in Ungarn, der Slowakei und Südmähren. Er diente in verschiedenen Militärkapellen der Donaumonarchie, unter anderem bei Franz Lehár, dessen Nachfolger er 1904 beim Infanterieregiment Nr. 26 wurde. Hermann Dostal war der Onkel des Komponisten Nico Dostal. Sein Grab befindet sich auf dem Wiener Zentralfriedhof (Gruppe 79, Reihe 41, Nummer 22).
Die Dostalgasse in Wien-Hietzing wurde 1955 nach ihm benannt.

## Werke
- Eine göttliche Nacht (1910), musikalische Burleske, 1 Akt, Julius Wilhelm
- Das geborgte Schloß (1911), Operette, 3 Akte, Karl Lindau/Georg Verö
- Der fliegende Rittmeister (1912), Operette, 1 Akt (daraus der bekannte „Fliegermarsch“), Bela Jenbach/Leo Stein
- Urschula (1916), musikalische Posse, 3 Akte, Bela Jenbach/Julius Wilhelm
- Nimm mich mit! (1919), Operette, 3 Akte, Heinrich von Waldberg/Alfred Maria Willner (über 150 Aufführungen)
- Graf Sandor, 3 Akte, Leopold Krenn/Karl Lindau